# Stężyca (Lublin)
Pour les articles homonymes, voir Stężyca.
Stężyca (prononciation [stɛ̃ˈʐɨt͡sa]) est un village de la gmina de Stężyca du powiat de Ryki dans la voïvodie de Lublin, situé dans l'est de la Pologne.
Le village est le siège administratif (chef-lieu) de la gmina appelée gmina de Stężyca.
Il se situe à environ 28 kilomètres à l'ouest de Ryki (siège du powiat) et 81 kilomètres au nord-ouest de Lublin (capitale de la voïvodie).
Le village compte approximativement une population de 1 900 habitants.

## Histoire
De 1975 à 1998, le village est attaché administrativement à l'ancienne voïvodie de Lublin.
Depuis 1999, il fait partie de la nouvelle voïvodie de Lublin.